# Capimont
Capimont is een berg in Frankrijk in het departement Hérault in de regio Occitanie. Boven op de berg bevindt zich een kapel uit de 10e eeuw en een klooster uit de 17e eeuw. Vanaf de voet van de berg is het een tocht van 1,8 kilometer naar de gebouwen, waar regelmatig diensten worden gehouden. Op de hellingen bevinden zich, afgezien van de natuurlijke begroeiing, voornamelijk kersenboomgaarden.
Nabijgelegen plaatsen: Bédarieux en Lamalou-les-Bains.